# Astyanax utiariti
Astyanax utiariti é uma espécie de peixe caracídeo, pertencente ao gênero Astyanax. É endêmica ao Brasil, ocorrendo no estado de Mato Grosso.